# Третя інформаційна революція
Третя інформаційна революція пов’язана із винаходом засобів, які уможливили швидку передачу інформації на великі відстані – телеграфу, телефону, радіо, телебачення.
1832  – російський винахідник Павло Львович Шиллінг (1786-1837) створив електромагнітний телеграф.
1837  – американський художник та винахідник Семюел Фінлі Бріз Морзе (1791-1872) винайшов електромеханічний телеграф, у 1838 розробив телеграфний код (азбука Морзе), в якому кожному знаку відповідає певна комбінація посилок електричного струму (крапок та тире). У 1844 році вдосконалені ним апарати були встановлені на першій американській телеграфній лінії Вашингтон-Балтімор. Перша телеграма мала такий зміст: „What hath god wrought!” („Те, що Бог сотворив”).
1876 – Александр Грем Белл (1847-1922) отримав патент на перший телефон. Перша фраза, промовлена Александром Беллом під час першого телефонного дзвінка 10 березня 1876, була звернена до його асистента, який знаходився у сусідній кімнаті: „Mr. Watson, come here; I want you” („Підійдіть сюди, містере Ватсон; Ви мені потрібні”).
В Україні перша телефонна станція була відкрита у 1881 році в Одесі.
1877 – американський винахідник Томас Алва Едісон (1847-1931) сконструював перший прилад для запису і відтворення звуку – фонограф. Звук записувався голкою, зв’язаною з мембраною, на циліндричному валику, обгорненому олов’яною фольгою. При виникненні коливань у мембрані голка вичерчувала на поверхні фольги канавку змінної глибини. Найперший звукозапис являв собою слова відомої англійської дитячої пісеньки „Мері мала баранчика”.
1895 – французький винахідник Луї Люм’єр (Lumiere, 1864-1948), за участі брата Огюста (1862-1954) створив апарат для зйомки і проєктування „фотографій, що рухаються” – перший придатний до практичного використання кіноапарат, який одержав назву кінематографа. Перший публічний сеанс відбувся 28 грудня 1895 у підвалі „Гран-кафі” у Парижі. Першими фільмами стали зняті братами сценки: „Вихід робітників з фабрики Люм’єр”, „Прибуття потяга”.
1895 – російський фізик і електротехнік Олександр Степанович Попов (1859-1905/06) змонтував перший у світі радіоприймач, за допомогою якого бездротовий радіозв’язок був здійснений на відстань 600 м, а в 1897 – на 5 км. На Заході винахідником радіо вважається італійський радіотехнік Гульєльмо Марконі (1874-1937), який у 1898 організував зв’язок між сушею (селище біля Дувра) і невеликим судном, яке стояло на якорі на відстані 19 км від берега. У 1901  його радіосигнали, послані через Атлантичний океан, досягли берегів Північної Америки.
У 1906 році американець Р. Фессенден уперше зумів змодулювати та передати по радіо „живі” звуки – своєї скрипки та свого голосу, що читав уривки з Євангелія. 
Початком офіційного регулярного радіомовлення вважається 1920 рік, коли інженер американської компанії „Westinghouse Electric Corporation” Френк Конрад закінчив будівництво станції мовлення. Закінчення будівництва збіглося з черговими президентськими виборами, і 2 листопада радіостанція „KDKA” в Пітсбурзі (штат Пенсільванія) оголосила про перемогу Воррена Г.  Гардінга (Warren G. Harding). Близько 1000 слухачів могли приймати першу радіопередачу новин.
В Україні перша радіостанція була відкрита у 1924 році у Харкові.
1898 – данець Вальдемар Паульсен (Poulsen, 1869-1942) винайшов перший магнітофон, який він називав „телеграфоном”, у якому, на відміну від сучасних магнітофонів, запис звуку вироблялася не на феромагнітну стрічку (вона з’явилась в 1928 році, а набула комерційного застосування лише в 1950 році), а на сталевий дріт.
Перші спроби з’єднати зображення та звук на кіноплівці починалися ще Едісоном у 1899 році і Гомоном у 1906 році за допомогою спеціальних грамофонних пластинок, однак тільки винахід і удосконалювання методів запису на одному носії звуку і зображення проклали дорогу звуковому кіно. Перший звуковий фільм з’явився в США в 1924 році. У радянській Росії розроблялися 2 системи оптичного запису звуку. Робота системи Шоріна була продемонстрована в 1929 році, а системи „Тагефон” у 1931 році в кінофільмі „Путівка в життя”.
У 1951 році 25 червня було показана перша кольорова комерційна телепередача. Компанія CBS знімала в Нью-Йорку чотиригодинне шоу Артура Годфрі (найцікавіше, що телеглядачі тоді ще не мали кольорових телевізорів). У 1967 році відбувся перший показ телепередачі в прямому ефірі у всесвітньому масштабі.
Регулярні телепередачі почались у 1936 році у Великій Британії та Німеччині, у 1939 році в СРСР (у Москві та Ленінграді), у 1941 році в США.
До Німецько-радянської війни у столиці України існувало так зване механічне телебачення, яке працювало за допомогою “диска Ніпкова”. Історія повоєнного телебачення в Україні починається 6 листопада 1951 року першою офіційною передачею – демонстрацію художнього фільму „Велика заграва”.